# Castrelo de Miño (parroquia)
Castrelo de Miño (llamada oficialmente Santa María de Castrelo de Miño) es una parroquia española del municipio de Castrelo de Miño, en la provincia de Orense, Galicia.

## Organización territorial
La parroquia está formada por doce entidades de población:
- A Carixa
- As Cortiñas
- A Costa
- A Ponte
- Nogueiredo
- O Padreiro
- O Pazo
- O Rial
- O Toledo
- Reigoso
- Santa María
- Traveso

## Demografía
| Gráfica de evolución demográfica de Castrelo de Miño entre 2000 y 2022 |
|                                                                        |
| Datos según el nomenclátor publicado por el INE.                       |